# ルロス川
ルロス川（ギリシア語: Λούρος, Louros）は、ギリシャ北西部のイピロスを流れる川。全長80キロメートル、流域面積963平方キロメートル。
ヨアニナ県ヴリアスタ村の真北に位置する泉に源を発し、渓谷を南へ流れ、ダム湖にそそぐ。ダム湖からはフィリッピアダ市街を通ったのち、アルタ県とプレヴェザ県の県境を流れる。その後、東へ曲がってプレヴェザ県に入り、川の名前の由来でもあるルロス市を経てアンヴラキコス湾北端の沼沢地にそそぐ。
絶滅が危惧されているギリシャヤツメウナギ（学名 Caspiomyzon hellenicus）は、世界でもストリモナス川とルロス川でしか目撃例がない。